# ベトナムの国章
ベトナムの国章（ベトナムのこくしょう）は、ベトナム社会主義共和国が1976年7月2日から使用している国章である。社会主義国における国家の象徴を模したものとなっており、ベトナム民主共和国（北ベトナム）の国章を一部修正して生まれた。中国の国章や旧ソ連の国章との類似が見られる。
本項目では、1948年から1976年にかけて存在したサイゴンを首都とするベトナム人国家（通称：南ベトナム）の国章についても併せて解説する。

## 概要
現行の国章は、ベトナム社会主義共和国憲法第1章第13条第2項によって規定されている。
| - 第13条 2. ベトナム社会主義共和国の国章は、丸く、赤い背景の中心には五つの尖端を持つ金色の星があり、周囲を稲穂で囲まれ、その下には半分の歯車とベトナム社会主義共和という文字が刻まれている。。 |

国章の全体的なデザインは円形で、中央部には赤地で囲まれた黄色の五芒星があり、その下部にはモットー部にベトナム語の正式な国名（Cộng Hoà Xã Hội Chủ Nghĩa Việt Nam）を書いたリボンを巻く稲穂と歯車が配置されている。
中央部の星はソ連国旗の赤い星と同様に共産党（共産主義）による国家指導を表し、下部の歯車と周囲を囲う稲はそれぞれ工業と農業の象徴で、共産主義における農業と工業の協力・発展を表しており、やはりソ連の国章やベトナム共産党の党章に使用されている鎌と槌と同じモチーフである。
現在の国章は、ベトナムが南北に分断されていた時代に北ベトナム（ベトナム民主共和国、1945年 - 1976年）が制定した国章を基として生まれた。1955年11月30日に採用された北ベトナムの国章は、国名表記が当時の正式名称である「ベトナム民主共和国」（Việt Nam Dân chủ Cộng hòa）である他は現在のデザインと同一であった。1976年7月2日に北ベトナムが南ベトナム（南ベトナム共和国）を吸収統一してベトナム社会主義共和国が成立すると、ベトナム労働党（現共産党）政府は旧北ベトナム国章の国名部分のみを変更し、現在のベトナムの国章が誕生した。
なお、かつて南ベトナムに存在した国家のうち、南ベトナム共和国（1975年 - 1976年）の国章はベトナム民族解放戦線（NFL）のエンブレムを流用しており、NFLを指導・支援していたベトナム人民軍（北ベトナム軍）のエンブレムの赤地の下半分を南ベトナムの象徴である水色に置き換えたデザインとなっている。また、北ベトナムと敵対関係にあった反共国家（西側陣営）のベトナム臨時中央政府・ベトナム国及びベトナム共和国（1948年 - 1975年）は、いずれも現行の国章とは関係のない民族的なデザインの国章を使用していた。

## ギャラリー

ベトナム民主共和国（北ベトナム）の国章。国名の箇所以外は現行の国章と同一である。（1955年11月30日 - 1976年7月2日）
南ベトナム共和国（南ベトナム）の国章。南ベトナム解放民族戦線（NFL）のエンブレムをそのまま流用している。（1969年6月8日 - 1976年7月2日）
南ベトナム共和国・NFLのアチーブメント。（？ - 1976年7月2日）
ベトナム臨時中央政府の国章。国旗である黄底三線旗をモチーフにしている。（1948年 - 1949年）
ベトナム国（南ベトナム）の国章。龍は阮朝の元皇帝一族を象徴する。（1954年 - 1955年10月26日）
ベトナム国（南ベトナム）の国章。パスポートの表紙に用いられた（画像）。（1954年 - 1955年10月26日）
ベトナム共和国（南ベトナム）の印章。国花の竹がモチーフ。（1955年10月26日 - 1957年）
ベトナム共和国・第一共和政時代の国章。印章と同じく国花の竹がモチーフで、国名が「ベトナム」と記載されている。（1957年 - 1963年11月1日）
第一共和政時代に使われたエスカッシャン形状の国章。国名が「ベトナム共和国」と記載されている。（1957年 - 1963年11月1日）
第一共和国崩壊後から使われ始めたベトナム共和国の国章。国旗である黄底三線旗をモチーフにしている。（1963年11月1日 - 1975年4月30日）
ベトナム共和国・第二共和政時代の国章。ベトナム国時代の国章で使われていた龍のモチーフが再度用いられた（1967年 - 1975年4月30日）
第二共和政時代に用いられた国章の変種。龍の色が異なっている（1967年 - 1975年4月30日）